# Andrea Ellenberger
Andrea Ellenberger (* 22. März 1993 in Hergiswil) ist eine Schweizer Skirennfahrerin. Sie war Teil des A-Kaders von Swiss-Ski und ist weitgehend auf die technische Disziplin Riesenslalom spezialisiert.

## Biografie
Andrea Ellenberger stammt aus Hergiswil im Kanton Nidwalden und startet für den heimischen Skiverein. Sie besuchte die Sportmittelschule in Engelberg und absolviert mittlerweile ein Bachelor-Fernstudium in Psychologie.
Im Alter von 15 Jahren bestritt sie in Zinal ihre ersten FIS-Rennen. Am Anfang ihrer Karriere teilte sie sich für mehrere Jahre einen Fanklub mit Reto Schmidiger, der wie sie aus Hergiswil stammt. 2010 erlitt sie erstmals einen Kreuzbandriss und hatte in den folgenden Wintern mit Knieproblemen zu kämpfen. Im Dezember 2011 debütierte sie ebenfalls in Zinal im Europacup und gewann wenige Wochen später am Hoch-Ybrig einen Schweizer Jugendmeistertitel im Riesenslalom. Daraufhin nahm sie in Roccaraso erstmals an Juniorenweltmeisterschaften teil. Wie auch bei ihrem zweiten Antreten zwei Jahre später in Jasná schied sie im zweiten Durchgang des Riesenslaloms aus.
Zur Saison 2012/13 war sie im C-Kader von Swiss-Ski und gab am 16. Dezember 2012 im Riesenslalom von Courchevel ihr Weltcup-Debüt. In der Folge startete sie hauptsächlich im Europacup, in dem sie ihr vorläufig bestes Resultat mit Rang sechs im November 2013 in Levi erzielte. Im Weltcup kam sie nur sporadisch zum Einsatz, konnte sich aber nie für einen zweiten Durchgang qualifizieren. Im Januar 2016 zog sie sich einen Anriss des Kreuzbandes im rechten Knie zu und fuhr zunächst mit Knieschiene weiter. Nach ausbleibenden Ergebnissen strich sie Swiss-Ski aus allen Kadern und sie unterzog sich im Oktober einer Operation am verletzten Knie. Nachdem sie sechs Jahre lang unter Rückenschmerzen gelitten hatte, entschied sie sich für eine weitere OP. Im Frühling 2017 wurde ihr eine Bandscheibe entfernt, indem man zuvor einen Wirbel versteift hatte. Da ein ähnlicher Eingriff bei einer Athletin den Ärzten bisher nicht bekannt war, stand auch ein Karriereende im Raum.
Im September 2017 stand Ellenberger erstmals wieder auf Skiern und gab im Februar 2018 ihr rennmäßiges Comeback. Im folgenden Sommer reiste sie auf eigene Initiative nach Argentinien, wo sie mehrere Rennen bestritt. Sie gewann einen zum South American Cup zählenden Riesenslalom sowie ein FIS-Rennen und die argentinischen Meisterschaften in ihrer Paradedisziplin, woraufhin sie das Schweizer Team zum Training einlud. Im Oktober 2018 konnte sie schließlich in Sölden – vier Jahre nach ihrem letzten Start – wieder in den Weltcup einsteigen. Am 28. Dezember gewann sie am Semmering mit Rang 22 ihre ersten Weltcuppunkte. Zweieinhalb Wochen später näherte sie sich mit Rang elf am Kronplatz erstmals den besten zehn an. Bei den Weltmeisterschaften 2019 in Åre gewann sie im Mannschaftswettbewerb die Goldmedaille, blieb als Ersatzfahrerin jedoch ohne Einsatz. Im Riesenslalom belegte sie Rang zehn.
Nachdem die Weltcupsaison 2019/20 gut begonnen hatte, konnte sie in der zweiten Saisonhälfte nicht mehr ganz mit der Weltspitze mithalten. Die Saison 20/21 begann in Sölden mit einem 11. Platz sehr vielversprechend. Anfang Dezember 2020 riss sie sich dann aber das vordere Kreuzband, was gleichzeitig das Saison-Aus bedeutete. Am 18. März 2022 gehörte Ellenberger dem Schweizer Team an, das beim Weltcupfinale in Courchevel den Mannschaftswettbewerb gewann.

## Erfolge

### Weltmeisterschaften
- Åre 2019: 1. Mannschaftswettbewerb, 10. Riesenslalom
- Méribel 2023: 5. Mannschaftswettbewerb, 14. Parallelrennen

### Weltcup
- 6 Platzierungen unter den besten 15
- 2 Podestplätze in Mannschaftswettbewerben, davon 1 Sieg

### Weltcupwertungen
| Saison  | Gesamt | Gesamt | Riesenslalom | Riesenslalom | Parallel | Parallel |
| Saison  | Platz  | Punkte | Platz        | Punkte       | Platz    | Punkte   |
| ------- | ------ | ------ | ------------ | ------------ | -------- | -------- |
| 2018/19 | 88.    | 33     | 32.          | 33           | –        | –        |
| 2019/20 | 71.    | 60     | 23.          | 53           | 38.      | 7        |
| 2020/21 | 80.    | 37     | 33.          | 24           | 18.      | 13       |
| 2021/22 | 64.    | 91     | 26.          | 69           | 12.      | 22       |
| 2022/23 | 60.    | 93     | 22.          | 93           | –        | –        |

### South American Cup
- Saison 2018: 7. Gesamtwertung, 1. Riesenslalomwertung
- 3 Podestplätze, davon 1 Sieg:

| Datum           | Ort       | Land        | Disziplin    |
| --------------- | --------- | ----------- | ------------ |
| 27. August 2018 | Las Leñas | Argentinien | Riesenslalom |

### Weitere Erfolge
- Schweizer Jugendmeistertitel im Riesenslalom 2012
- Sieg bei den argentinischen Meisterschaften im Riesenslalom 2018
- 12 Siege in FIS-Rennen